# DR Update
DR Update var en dansk nyhetskanal som Danmarks Radio lanserade  7 juni 2007. Kanalen sändes till en början över nätet, men fick senare även tillstånd att sända i det danska marksända TV-nätet. Kanalen lades ned 4 mars 2012.

## Historik
DR Update var ursprungligen en nätkanal som gick att se via DR:s webbplats och lanserades i detta format 7 juni 2007. På grund av sin popularitet fick kanalen den 19 februari 2008 även en egen kanalplats i det danska marksända digital-TV-nätet.
2008 ersattes ett par dagliga sändningar av  nyhetsprogrammet TV Avisen med sändningar från DR Update på DR1 och ytterligare en sändning ersattes 2011.
Från början sändes DR Update genom MPEG-2, men sedan 2009 användes MPEG-4 och därmed krävdes en digitalbox som stödde denna standard för att kanalen skulle kunna ses.
DR Updates sändningar släcktes ned den 4 mars 2012. I samband med nedläggningen utökades utbudet av nyhets- och aktualitetsprogram på systerkanalen DR2. På kanalplatsen där DR Update legat lanserade Danmarks Radio en barnkanal vid namn DR Ultra, sin andra barnkanal i ordningen.